# Samsung Galaxy S10
Il Samsung Galaxy S10 è una linea di smartphone Android prodotta da Samsung Electronics. La serie Galaxy S10 è una serie celebrativa del decimo anniversario della linea di punta Samsung Galaxy S. Svelato durante l'evento stampa "Samsung Galaxy Unpacked 2019" tenutosi il 20 febbraio 2019, i dispositivi hanno iniziato a essere spediti in alcune regioni come l'Australia e gli Stati Uniti il 6 marzo 2019, poi in tutto il mondo l'8 marzo 2019. È la decima generazione della serie di telefoni Samsung Galaxy S.
Come viene fatto sin dal Galaxy S8, Samsung ha presentato i top di gamma Galaxy S10 e Galaxy S10+, differenziati tra loro principalmente dalle dimensioni dello schermo e una fotocamera frontale aggiuntiva sull'S10+. Inoltre, Samsung ha anche presentato un modello di dimensioni minori conosciuto come Galaxy S10e, oltre a una versione compatibile con il 5G, il Galaxy S10 5G.
I prezzi di lancio del Galaxy S10e, S10 e S10+ sono partiti da 779€, 929€ e 1.029€, mentre il prezzo di lancio di S10 5G è di 1299 dollari.
Nel 2020, viene introdotta una variante più economica, il Galaxy S10 Lite.

## Specifiche

### Hardware
La linea S10 comprende quattro modelli con varie specifiche hardware; i principali S10 e S10+ dispongono rispettivamente di uno schermo 1440p "AMOLED dinamico" a 6.1 e 6.4 pollici con supporto all'HDR10+ e tecnologia "mappatura tonale dinamica". Gli schermi hanno lati curvi che si inclinano sui bordi orizzontali del dispositivo. A differenza dei precedenti telefoni Samsung, le loro fotocamere anteriori occupano un angolo arrotondato vicino alla parte superiore destra dello schermo, ed entrambi i modelli utilizzano un lettore di impronte digitali a schermo ultrasonico. Pur offrendo prestazioni migliori rispetto ai lettori di impronte digitali a schermo ottico introdotte da altri telefoni recenti, non sono compatibili con tutte le protezioni dello schermo (a causa di ciò, S10 e S10+ sono entrambi dotati di una protezione per lo schermo in plastica preinstallata).
I modelli internazionali della S10 utilizzano il sistema su chip Exynos 9820, mentre i modelli statunitensi, sudamericani e cinesi utilizzano il Qualcomm Snapdragon 855. I due dispositivi sono venduti con 128 o 512 GB di memoria interna, con l'S10+ venduto anche in un modello da 1 terabyte. Contengono rispettivamente batterie da 3400 e 4100 mAh, che supportano la ricarica induttiva Qi e la capacità di caricare altri dispositivi compatibili con Qi dalla propria batteria.
L'S10 è dotato di una fotocamera multi-obiettivo con configurazione posteriore; conserva i teleobiettivi a doppia apertura da 12 megapixel e 12 megapixel del Galaxy S9+, ma aggiunge anche un obiettivo ultra grandangolare da 16 megapixel. La fotocamera frontale dell'S10+ è accompagnata da un secondo sensore di profondità RGB, che Samsung ha affermato contribuirebbe a migliorare la qualità degli effetti fotografici e dei filtri di immagine a realtà aumentata. Entrambi i set di telecamere supportano la registrazione video 4K e HDR10+. Il software della fotocamera include una nuova funzione "Suggerimenti scatti" per aiutare gli utenti, "Filtri artistici dal vivo", nonché la possibilità di pubblicare direttamente post e storie su Instagram.
Oltre ai principali S10 e S10+, Samsung ha anche presentato due modelli aggiuntivi. La S10e che è una versione ridimensionata dell'S10, con un display 1080p da 5,8 pollici più piccolo, senza bordi curvi. Il lettore di impronte digitali è contenuto nel pulsante di accensione sul lato anziché sullo schermo, ed esclude la fotocamera con teleobiettivo da 12 megapixel della S10 (ma include il doppio diaframma da 12 megapixel e il 16 megapixel ultra grandangolare sensori). Inoltre, Samsung ha annunciato un modello premium di dimensioni phablet più grande noto come S10 5G: è dotato di supporto per reti wireless 5G, un display da 6,7 pollici, 256 o 512 GB di spazio di archiviazione non espandibile, telecamere aggiuntive a tempo di volo 3D sia sulla parte anteriore che su quella posteriore e 4500 mAh di batteria. Questo modello sarà temporaneamente esclusivo di Verizon Wireless al lancio nel 2019 prima di espandersi ad altri vettori nelle settimane successive al lancio.
La serie Galaxy S10 è l'ultima serie di smartphone Samsung top di gamma ad offrire il supporto al connettore jack audio da 3,5 mm. I suoi successori, S20, S20 + e S20 Ultra, ne sono sprovvisti.

### Software
La gamma S10 nasce con Android 9. Sono i primi smartphone Samsung ad essere forniti con l'importante rinnovamento dell'esperienza utente Android di Samsung, la One UI in versione 1.1. Un elemento di progettazione principale della One UI è il riposizionamento intenzionale di elementi chiave dell'interfaccia utente in app di serie per migliorare l'usabilità su schermi di grandi dimensioni. Molte app includono intestazioni di grandi dimensioni che spingono l'inizio del contenuto verso il centro dello schermo, mentre i controlli di navigazione e altri prompt vengono spesso visualizzati nella parte inferiore dello schermo.
A dicembre 2019, l'intera gamma di dispositivi è stata aggiornata ad Android 10 con interfaccia One UI 2.0. Nel corso del 2020 la One UI viene aggiornata alla versione 2.1 e successivamente alla versione 2.5.
A partire dal mese di novembre 2020, è disponibile al download la versione beta della successiva versione di Android per gli utenti in determinate nazioni. Il rilascio di Android 11 con interfaccia One UI 3.0 in versione stabile è cominciato a partire da gennaio 2021, è stato successivamente interrotto a causa di alcuni bug ed è ripreso a partire dalla fine dello stesso mese.
Dalla fine di febbraio 2021 i dispositivi cominciano a ricevere l'aggiornamento a One UI 3.1.
Fra la fine di dicembre 2021 e inizio gennaio 2022, i modelli cominciano a ricevere la versione stabile di Android 12 con One UI 4.0, che da fine marzo 2022 viene aggiornata alla versione 4.1.
Con l'uscita di Android 13, oltre ai telefoni più recenti, anche l'S10 viene aggiornato ad esso. L'ultimo aggiormamento effettivo della gamma S10, è definito dalla One UI 5.1, sempre basata su Android 13.

## Samsung Galaxy S10 Lite
Samsung Galaxy S10 Lite è la variante più recente e meno costosa della gamma, presentata nel mese di gennaio 2020.

## Accoglienza
Dan Seifert di The Verge ha assegnato alla S10 un punteggio di 8,5/10, lodando lo schermo, le prestazioni, la durata della batteria, il sistema di telecamere versatile e l'inclusione delle cuffie. Tuttavia, ha notato che il nuovo scannerizzatore di impronte digitali su schermo fosse più lento e più schizzinoso e le prestazioni della fotocamera non erano buone come quelle del Google Pixel 3 in condizioni di scarsa luminosità.
Andrei Frumusanu di AnandTech ha riferito che l'Exynos 9820 ha ottenuto risultati significativamente migliori rispetto alla Exynos 9810 dell'anno precedente, tuttavia ha dichiarato che l'Exynos 9820 non riusciva ancora a tenere il passo con lo Snapdragon 855.
Marques Brownlee ha elogiato la One UI sull'S10 per la sua usabilità a una mano migliorata. Ha etichettato l'S10+ come "uno dei pochi smartphone da 1000 euro che valgono il loro prezzo".
Jeffrey Van Camp di Wired ha assegnato all'S10 un punteggio di 9/10 per il design a tutto schermo, funzioni divertenti, il sensore di impronte digitali ad ultrasuoni, la ricarica wireless con condivisione della potenza e l'inclusione delle cuffie. Tra i contro, ha inserito che la fotocamera non poteva rivaleggiare con le foto notturne del Pixel 3, la scomodità di fare ricerche nei menù delle impostazioni e che la condivisione della ricarica wireless fosse lenta.
L'S10+ ha ricevuto un punteggio complessivo di 109 punti da DxOMark; con un punteggio fotografico di 114, un punteggio video di 97 e un punteggio di selfie di 96. L'S10 5G ha ricevuto un punteggio complessivo di 112, con un punteggio fotografico di 117, un punteggio video di 100 e un punteggio selfie di 97.
Le vendite dell'S10 hanno superato quelle del precedente S9, con l'S10+ che è il modello più popolare seguito dall'S10 e poi dall'S10e.